# Diana Wall
Pour les articles homonymes, voir Wall.
Diana Harrison Wall, née à Durham (Caroline du Nord) le 27 décembre 1943 et morte le 25 mars 2024 à Fort Collins (Colorado), est une Américaine, directrice fondatrice de la School of Global Environmental Sustainability, professeure distinguée de biologie et chercheuse principale au Natural Resource Ecology Laboratory de l'université d'État du Colorado.
Elle est spécialiste de l'environnement et de l'écologie des sols, et ses recherches se sont concentrées sur les vallées sèches de McMurdo en Antarctique. Elle étudie les processus écosystémiques, la biodiversité des sols et les services écosystémiques, et s'intéresse à l'impact du changement global sur ces éléments. La vallée Wall porte son nom en reconnaissance de ses recherches dans les vallées sèches de McMurdo.
Diana Wall est un leader et une oratrice mondialement reconnue sur la vie en Antarctique et le changement climatique,,.

## Biographie et éducation
Diana Wall naît en Caroline du Nord où elle fréquente le lycée. Après avoir obtenu son baccalauréat, elle s'installe à Lexington, dans le Kentucky, pour suivre des études universitaires de premier cycle. Son intérêt pour les nématodes commence pendant son premier cycle universitaire lorsqu'elle travaille sur les parasites nématodes chez les chevaux et les oiseaux. Elle obtient une licence en biologie à l'université du Kentucky. Elle obtient également un doctorat en phytopathologie à la même université en 1971.

## Carrière et impact
Diana Wall travaille en tant que chercheuse postdoctorale à l'université de Californie à Riverside en 1972, où elle  consacre ses recherches à la fonction et la diversité biologique des écosystèmes du sol. En 1976, elle intègre le département de nématologie en tant que nématologue assistante de recherche. Elle demeure à l'université de Riverside pendant dix-sept ans avant de devenir professeure au département de nématologie. Au cours de cette période, elle est directrice associée du Drylands Research Institute pendant deux ans et directrice associée du programme de la Fondation nationale pour la science à Washington, pendant un an.
Diana Wall rejoint l'université d'État du Colorado en 1993. Elle devient alors professeure au département de gestion des forêts, des parcours et des bassins versants (jusqu'en 2006), doyenne associée à la recherche du Natural Resources College (jusqu'en 2000) et directrice du Natural Resource Ecology Laboratory (jusqu'en 2005). Diana Wall devient professeure au département de biologie de la CSU en 2006 et joue un rôle clé dans la création de la School of Global Environmental Sustainability à la CSU en 2008.
Diana Wall s’intéresse aux vallées sèches de l'Antarctique dès 1989. Depuis lors, elle mène des recherches à long terme sur l'écologie des sols dans cette région. Ses travaux ont modifié notre compréhension de l'écologie du sol en Antarctique en établissant des liens entre les processus et la diversité du sol et les conditions environnementales au-dessus du sol. Diana Wall décrit les communautés d'invertébrés du sol dans les vallées sèches de la Terre Victoria et ses travaux sont parmi les premiers modèles d'adéquation de l'habitat pour des espèces d'invertébrés spécifiques dans les vallées sèches.
Diana Wall a occupé le poste de président de l'American Institute of Biological Sciences, de la Société américaine d'écologie, de l'Association of Ecosystem Research Centers et de la Society of Nematologists. Ellel préside également le Conseil des présidents de sociétés scientifiques en 2003. Diana Wall est élue membre de l'Académie nationale des sciences.

## Prix et distinctions

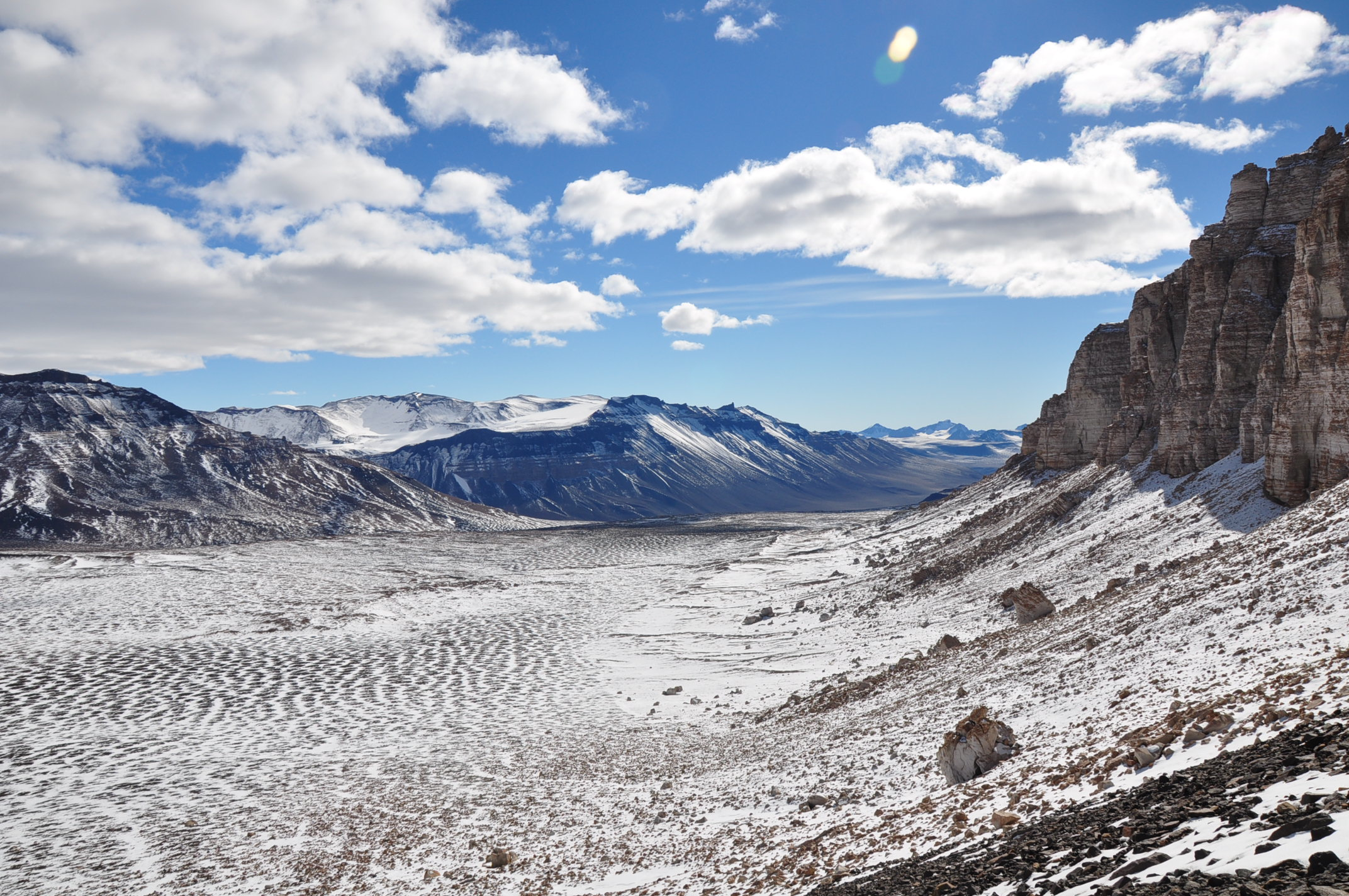
Vallée de Wall, Antarctique

Diana Wall reçoit la médaille des mines 2012 de la South Dakota School of Mines and Technology, la médaille du président du Comité scientifique pour la recherche antarctique pour l'excellence dans la recherche antarctique,, et le Soil Ecology Society Professional Achievement Award.
Elle est nommée membre du Aldo Leopold Leadership Program en 1999 et est choisie comme conférencière Tansley 2012 de la British Ecological Society,.
Diana Wall remporte le Tyler Prize for Environmental Achievement en 2013 et est intronisée au Colorado Women's Hall of Fame en 2014 et à l'American Academy of Arts and Sciences. Elle est membre de l'Association américaine pour l'avancement des sciences en 2014. Wall reçoit la plus haute distinction de l'University College Dublin, la médaille Ulysse, en 2015.
« Wall Valley » est nommée en reconnaissance de Diana Wall pour ses recherches approfondies sur la biologie du sol dans les vallées sèches de McMurdo en Antarctique, y passant notamment 13 saisons de terrain au moment de la dénomination.

## Autres activités
Diana Wall préside le projet DIVERSITAS-International Biodiversity Observation (2001-2002) ainsi que le projet Global Litter Invertebrate Decomposition Experiment. Diana Wall copréside également le Comité des objectifs du Millénaire pour le développement de l'Évaluation des écosystèmes pour le Millénaire et le panel de l'AAAS sur l'initiative What we know about Climate Change (2013-2014).